# 瑪利拜朗 (澳大利亞國會選區)
瑪利拜朗選區（英語：Division of Maribyrnong）是澳大利亞維多利亞州的下議院選區，位於州府墨爾本西北，因瑪利拜朗河而得名。面積71平方公里。
選區始於1906年，1967年以後是澳大利亞工黨的安全選區。自2007年11月起至2025年1月，该区的议员是工党的比尔·萧藤，后曾于2013-2019年担任联邦工党领袖及议会反对党领袖，不過於2025年辭去議員改去當坎培拉大學副校長，所以目前是空缺狀態。